# سست‌خرسی
سست‌خرسی (نام علمی: Ischnarctia) نام یک سرده از تیره شاپرک‌های ببری است.